# ワン・フォー・ザ・ロード
ワン・フォー・ザ・ロード(One For The Road)は、1980年にリリースされたキンクスのライヴ・アルバム。
1979年から80年にかけてのステージを編集している。大半はアメリカでのライヴだが、14.15.18.20.はスイスのチューリッヒで収録された。同タイトルのビデオもリリースされた。基本はバンドでのライヴ演奏をそのまま収録しているが何曲かでイアン・ギボンスのキーボードをオーヴァーダビングしている。アルバムや公式発売映像では発表されていないがホーン・セクション参加の曲も数曲確認されている。(公式発売前の長編版ビデオにて)「スリープ・ウォーカー」「ガソリン・ブルース」「スラム・キッズ」がそれらである。

## 曲目
全曲レイ・デイヴィス作詞作曲。
1. オープニング - Opening 1:43
2. ハードウェイ - The Hard Way 2:42
3. 救いの手 - Catch Me Now I'm Falling 4:49
4. ホエア・ハブ・オール・ザ・グッド・タイムズ・ゴーン - Where Have All the Good Times Gone 2:16
5. イントロダクション・トゥ・ローラ - Introduction to Lola 0:44
6. ローラ - Lola 4:57
7. プレッシャー - Pressure 1:31
8. オール・オブ・ザ・ナイト - All Day and All of the Night 3:45
9. 20世紀の人 - 20th Century Man 6:17
10. ミスフィッツ - Misfits 3:38
11. プリンス・オブ・ザ・パンクス - Prince of the Punks 3:48
12. ストップ・ユア・ソビング - Stop Your Sobbing 2:31
13. ロウ・バジェット - Low Budget 6:04
14. アティテュード - Attitude 3:52
15. スーパーマン - (Wish I Could Fly Like) Superman 6:28
16. ナショナル・ヘルス - National Health 4:08
17. エンド・オヴ・ザ・デイ - Till the End of the Day 2:42
18. セルロイドの英雄 - Celluloid Heroes 7:22
19. ユー・リアリー・ガット・ミー - You Really Got Me 3:35
20. ヴィクトリア - Victoria 2:34
21. デヴィッド・ワッツ - David Watts 2:04